# Performativität

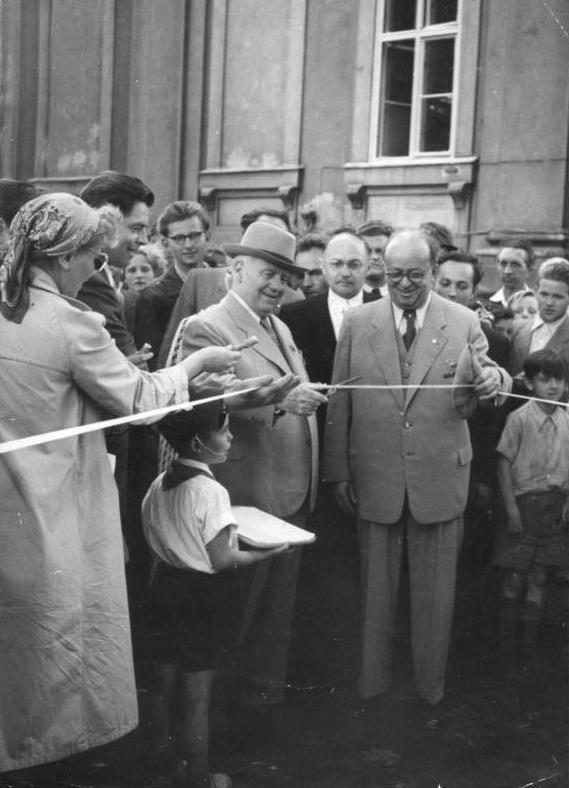
„Hiermit eröffne ich …“ – eine typische performative Sprechhandlung

Performativität ist ein Begriff der Sprechakttheorie und bezeichnet einen besonderen Zusammenhang zwischen Sprechen und Handeln. Bestimmte Äußerungen beschreiben somit nicht nur etwas, sondern vollziehen durch ihr Aussprechen selbst eine Handlung (etwa ein Versprechen geben oder jemanden trauen).
Der normale Zusammenhang zwischen Sprechen und Handeln wird als Sprechhandlung bezeichnet; damit wird betont, dass „Sprechen“ eine absichtliche, regelgeleitete Tätigkeit ist. Performativ ist eine Äußerung, wenn sie durch das Sagen selbst eine konventionell anerkannte Handlung vollzieht (z. B. „Ich verspreche …“, „Hiermit erkläre ich …“). Worte können somit unter passenden Umständen „etwas gelten machen“. Ob das gelingt, hängt von Verfahren, Autorität und Situation ab.

## Begriffsprägung und Weiterentwicklungen
Der Begriff Performativität wurde von John Langshaw Austin geprägt und erfährt in verschiedenen Zusammenhängen unterschiedliche Deutungen. Bereits bei Austin bezeichnet „performativ“ nicht bloß ein Begleithandeln, sondern eine Handlung im Medium der Äußerung selbst, deren Gelingen an sogenannte Felicity-Bedingungen (geeigneter Anlass, korrektes Verfahren, zuständige Autorität und Aufnahme/Uptake durch das Gegenüber) gebunden ist; Misslingen zeigt sich als misfire oder abuse. Mit „Uptake“ ist gemeint, dass die Adressierten die Äußerung als das erkennen, was sie sein soll (etwa als Versprechen oder Warnung).
Seit den 1980er/1990er-Jahren wurde Performativität über die Sprachphilosophie hinaus material-, körper- und institutionsbezogen gedacht: Wiederholungen und Zitierketten (Derrida), verkörperte Routinen (Butler), autorisierte Sprecherpositionen (Bourdieu) sowie Geräte, Modelle und Inskriptionen (Latour, Mol, Callon, MacKenzie) prägen die Bedingungen gelingender Akte – und können sie zugleich verfehlen. Damit rückt ins Zentrum, wie soziale Regeln, Körperpraktiken und materielle Arrangements zusammenwirken, damit eine Äußerung „zählt“.

## Sprachphilosophischer Ansatz
Performative Äußerungen sind nach Austin Fälle, in denen mit dem Satz selbst ein illokutionärer Akt vollzogen wird; ausführlich entfaltet in How to Do Things with Words (1962). „Illokutionär“ meint den handlungsbezogenen Aspekt einer Äußerung (z. B. versprechen, befehlen, taufen), im Unterschied zum bloßen Laut-/Wortvollzug (lokutionär) oder zu beabsichtigten Wirkungen wie Überzeugen (perlokutionär).
Beispiele:
- „Hiermit erkläre ich euch zu Mann und Frau“ (geäußert von einem Standesbeamten, um zwei Menschen zu verheiraten, 'explizites' Performativum);
- „Ich befehle dir, die Tür zu schließen!“ (geäußert, um etwas zu befehlen, 'explizites' Performativum);
- „Ich warne dich, der Stier kommt!“ (geäußert, um jemanden zu warnen, 'explizites' Performativum);
- „Der Stier kommt!“ (geäußert, um jemanden zu warnen);
- „Hau ab!“ (geäußert, um jemanden aufzufordern, zu gehen).

Die gleichen Wörter können je nach Situation performativ sein oder nicht: „Der Stier kommt!“ ist eine Warnung, wenn es um rechtzeitiges Weglaufen geht, hingegen eine Feststellung, wenn bloß berichtet wird.
Austin unterscheidet zunächst „konstative“ und „performative“ Äußerungen; im Verlauf der Vorlesungen verwirft er diesen strengen Gegensatz und betont, dass jeweils „der gesamte Sprechakt in der gesamten Redesituation“ zu betrachten ist (Vorlesung 12). Die frühe Gegenüberstellung weicht einer allgemeinen Theorie lokutionärer und illokutionärer Akte; Feststellungen sind nur eine Klasse unter vielen (neben Warnen, Urteilen, Beschreiben u. a.).
Austins Theorie wurde von John Searle weitergeführt. Searle bietet eine Taxonomie illokutionärer Akte (Assertiva, Direktiva, Kommissiva, Expressiva, Deklarativa) und unterscheidet regulative von konstitutiven Regeln: Letztere stiften die Praxis (z. B. Schach, Ehe) und bestimmen damit die Bedingungen von Performativität.
Derrida verschiebt den Fokus von Felicity auf Iterabilität: Äußerungen wirken, weil sie zitierbar und kontextverschieblich sind; eben diese Wiederholbarkeit untergräbt den Anspruch, Kontext und Absicht eindeutig festzuschreiben. Damit erklärt sich, warum performative Formeln („Hiermit …“) funktionieren, obwohl sie in immer neuen Situationen wiederholt werden.
Rae Langton zeigt, dass Performativität auch negativ betroffen sein kann: Machtverhältnisse erzeugen „illokutionäre Disablement“ – manche Sprecher:innen können eine Weigerung nicht zur Geltung bringen, obwohl sie die „richtigen Worte“ sagen; die Uptake wird strukturell verweigert.